# Éric Vuillard
Éric Vuillard (sinh ngày 4 tháng 5 năm 1968) là nhà văn và nhà làm phim người Pháp. Ông sinh ra tại Lyon và hiện sống tại Rennes, Pháp. Sách của ông đạt nhiều giải thưởng, trong đó có giải danh giá nhất của văn học Pháp là giải Goncourt.

## Tác phẩm

### Truyện và tiểu thuyết
- Le chasseur (1999)
- Bois vert (2002)
- Tohu (2005)
- Conquistadors (2009)
- La bataille d'Occident (2012)
- Congo (2012)
- Tristesse de la terre: une histoire de Buffalo Bill Cody (2014)
- 14 juillet (2016)
- L'ordre du jour (Chương trình nghị sự, 2017)[2]
- La guerre des pauvres (2019)[3]
- Une sortie honorable (2021)[4]

### Phim
- La vie nouvelle (biên kịch, 2003)
- Mateo Falcone (biên kịch, đạo diễn, 2008)[2]

## Giải thưởng
- Khuyến khích đặc biệt của hội đồng giám khảo Grand prix littéraire du Web 2009 (Conquistadors)
- Prix Franz Hessel 2012 (Congo)
- Prix Valery-Larbaud 2013 (Congo)[2]
- Lọt vào chung khảo giải Femina 2014 (Tristesse de la terre)[5]
- Prix Joseph-Kessel 2015 (Tristesse de la terre)[2]
- Prix Alexandre-Vialatte 2017[6]
- Giải Goncourt 2017 (L’Ordre du Jour)[7]
- Lọt vào chung khảo Albertine Prize 2019 (L’Ordre du Jour)[8]
- Lọt vào chung khảo giải Booker Quốc tế 2021 (La guerre des pauvres, bản dịch The War of the Poor của Mark Polizzotti)[9]